# Geldersheim
Geldersheim település Németországban, azon belül Bajorországban. Lakosainak száma 2901 fő (2023. december 31.). Geldersheim Wasserlosen és Werneck községekkel határos.

## Népesség
A település népessége az elmúlt években az alábbi módon változott:
| Lakosok száma | 989  | 1544 | 2168 | 2350 | 2492 | 2720 | 3127 | 3099 | 2738 | 2901 |
|               | 1875 | 1950 | 1975 | 1987 | 2012 | 2014 | 2016 | 2017 | 2021 | 2023 |